# Summer Set
Summer Set es un lugar designado por el censo ubicado en el condado de Jefferson en el estado estadounidense de Misuri. En el Censo de 2020 tenía una población de 1127 habitantes y una densidad poblacional de 414,34 habitantes por km². Fue incluido como CDP en el censo de 2020. 

## Geografía
Summer Set se encuentra ubicado en las coordenadas 38°05′25″N 90°34′31″O / 38.09028, -90.57528.Según la Oficina del Censo de los Estados Unidos, tiene una superficie total de 2,72 km², de la cual 2,36 km² corresponden a tierra firme y 0,36 km² a agua.